# Équipe de Suède de football américain
L'équipe de Suède de football américain représente la Fédération de Suède de football américain lors des compétitions internationales, comme le Championnat d'Europe de football américain depuis 1989, la Coupe du monde de football américain depuis 1999 ou les Jeux mondiaux depuis 2005.
Champions d'Europe en titre, les Suédois sont qualifiés pour participer à la phase finale de la Coupe du monde en juillet 2007 au Japon.

## Palmarès
Coupe du monde de football américain
- 1999 :  Médaille de bronze. Vainqueur du match pour la troisième place face à l'Italie 38-13.
- 2003 : éliminés en qualifications préliminaires
- 2007 : Quatrième. Battu en finale pour la 3e place de l'Allemagne 7-0.

Jeux mondiaux
- 2005 :  Médaille d'argent des Jeux mondiaux 2005. Battus en finale par l'Allemagne 20-6.

Championnat d'Europe de football américain
- 1989 : Huitième de finaliste. Éliminé par la Norvège 13-0.
- 1991 : Quart de finaliste. Éliminé par les Pays-Bas 13-9.
- 1993 : Demi-finaliste. Éliminé par l'Italie 9-0.
- 1995 : Huitième de finaliste. Éliminé par la Finlande.
- 1997 :  Médaille d'argent. Battus en finale par la Finlande 27-6.
- 2000 : éliminés en qualifications préliminaires
- 2001 : Demi-finaliste. Éliminé par la Finlande 21-7.
- 2005 :  Médaille d'or. Vainqueur en finale de l'Allemagne 16-3.

## Sources
- Encyclopédie du football américain sur le site warriorsbologna.it